# فهرست قنات‌های شهرستان خرامه
جدول زیر بر اساس آمار وزارت جهاد کشاورزی تهیه شده‌است. فهرست زیر قنات‌های شهرستان خرامه در استان فارس را نشان می‌دهد.
| نام قنات   | موقعیت                  | نزدیک‌ترین روستا | طول قنات (متر) | تعداد میله چاه | عمق مادر چاه | دبی (لیتر بر ثانیه) | سطح زیر کشت (هکتار) |
| ---------- | ----------------------- | --------------- | -------------- | -------------- | ------------ | ------------------- | ------------------- |
| احمدآباد   | بخش مرکزی شهرستان خرامه | احمدآباد        | ۱۰۰۰           | ۲              | ۳۰           | ۴                   | ۴۰                  |
| بیدزرد     | بخش مرکزی شهرستان خرامه | بیدزرد          | ۱۰۰۰           | ۲              | ۱۵           | ۴                   | ۱۵                  |
| دومن و نیم | بخش مرکزی شهرستان خرامه | خرامه           | ۵۰۰۰           | ۴              | ۸۰           | ۳۰                  | ۱۶۰                 |